# دو لا رو
دو لا رو ( بالإنجليزية : De La Rue plc) هي شركة بريطانية مقرها في باسينغستوك، إنجلترا التي تقوم بتصنيع الورق بما في ذلك الأوراق النقدية، وجوازات السفر والطوابع الضريبية. كما أن لديها مصنعًا في غيتشيد، وغيرها من المرافق.

## الفروع
يوجد لديها مكاتب في خارج بريطانيا في كينيا وسري لانكا ومالطا. وهي مدرجة في بورصة لندن .

## المنتجات
تبيع دو لا رو تكنولوجيا الورق والطباعة العالية الأمان لأكثر من 69 عملة وطنية. وأيضًا مجموعة كبيرة من المستندات الآمنة الأخرى.

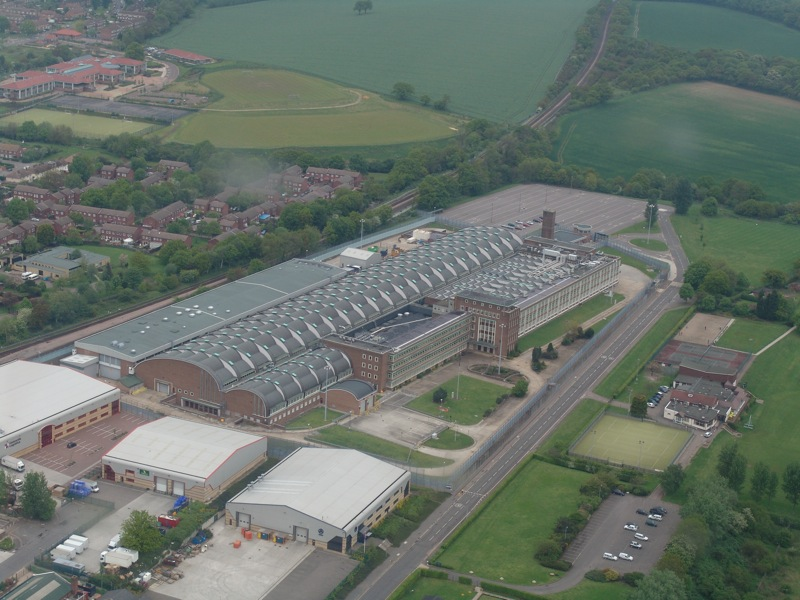
منشأة الطباعة Debden Security Printing Ltd ، المملوكة لـدو لا رو ، والتي تطبع الأوراق النقدية من بنك إنجلترا.

## الصور

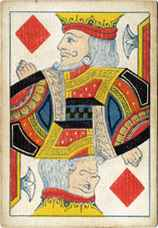
ملك الماس من حزمة دو لا رو 1860.
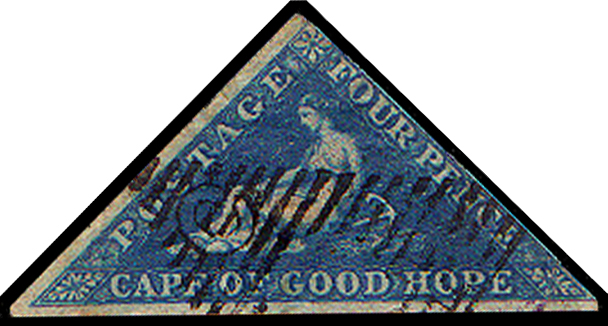
رأس الرجاء الصالح الثلاثي للطوابع البريدية لعام 1853.
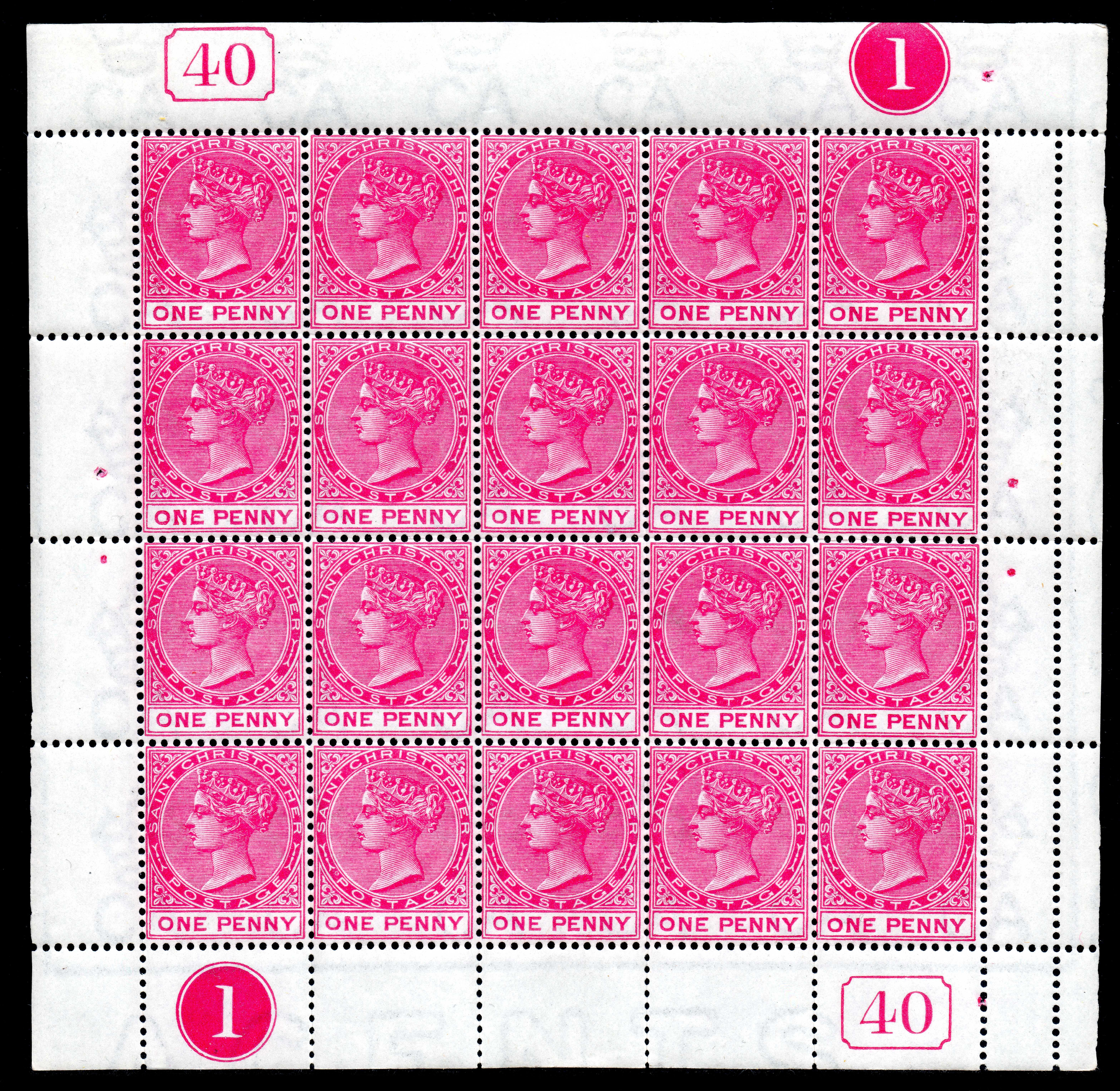
ورقة طوابع للقديس كريستوفر ، 1884.
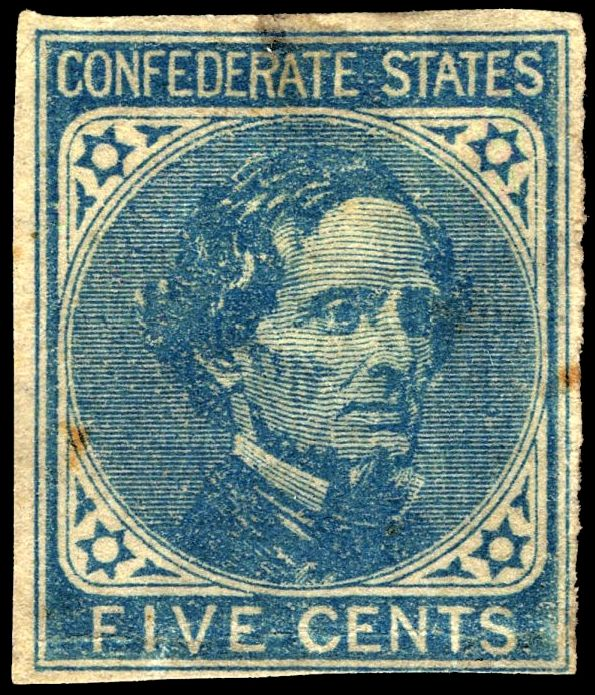
طابع بريد الولايات الكونفدرالية الأمريكية ، 1862

## روابط خارجية
- الموقع الرسمي